# Джбейсса – Хомс
Джбейсса — Хомс — трубопровід у Сирії, призначений для постачання природного газу з північно-східної частини країни до району міста Хомс. Перший магістральний газопровід в історії країни.
У 1988 роках на лівобережжі Євфрату південніше від Хасеке почав роботу газопереробний завод Джбейсса. Для видачі його продукції спорудили трубопровід довжиною 520 км та діаметром 400 мм, що прямує у південно-західному та західному напрямку до району Хомса.
На етапі проекту базовим споживачем був визначений завод мінеральних добрив у Каттіні (на південній околиці міста Хомс), де природним газом замістили більш коштовний газовий бензин. Ще одним споживачем блакитного палива став Хомський нафтопереробний завод. На початку 2000-х ці два підприємства разом використовували 0,5 — 0,6 млрд м3 на рік, що було дещо менше за пропускну здатність газопроводу від Джбейсси, котра складала біля 0,9 млрд м3. Втім, на правобережжі Євфрату, на схід від Пальміри, траса трубопровода сходиться в одному коридорі з газопроводами Омар, Арак – Хомс – Зайзун і Табія – Захід, що дозволяє здійснювати маневр ресурсом у газотранспортній системі. При цьому всі вони (крім Табія – Захід) можуть приймати додаткові об’єми блакитного палива від введених в експлуатацію у 2009 – 2010 роках газопереробних заводів Хайян, Ебла (обслуговує родовище Аш-Шаєр) та SMAGP (ГПЗ-1).